# Zamal Nixon
Pour les articles homonymes, voir Zamal et Nixon.
Frederick Zamal Nixon, né le 7 janvier 1989 à Brooklyn, New York, est un joueur américain de basket-ball. Il évolue au poste de meneur.

## Biographie

### Carrière universitaire
Il passe ses quatre années universitaires à l'université de Houston où il joue pour les Cougars entre 2007 et 2011.

### Carrière professionnelle
Le 23 juin 2011, lors de la draft 2011 de la NBA, automatiquement éligible, il n'est pas sélectionné.
Il signe son premier contrat professionnel en Allemagne au Hertener Loewen qui évolue en troisième division allemande durant la saison 2011-2012.
La saison suivante, il reste en Allemagne et signe à Nürnberger qui évolue en deuxième division allemande durant la saison 2012-2013.
Le 2 octobre 2013, il signe en Pologne au Polpharma Starogard Gdański. Mais deux jours plus tard, il décide ce quitter le club polonais. Puis, le 12 octobre, il part en Autriche où il signe au WBC Raiffeisen Wels (en).
Le 15 août 2014, il revient en Allemagne où il signe au Phoenix Hagen (en) qui évolue en première division allemande durant la saison 2014-2015.
Le 31 août 2015, il signe en Grèce avec Lavrio (en). Il a des moyennes de 9,6 points, 2,1 rebonds, 3,5 passes décisives et 1,5 interception en 21 matches avec Lavrio.
Le 26 juin 2016, il part en France au Limoges CSP qui évolue en première division,.
En décembre 2016, Zamal Nixon rompt son contrat avec le Limoges Cercle Saint-Pierre.

## Statistiques

### Universitaires
Les statistiques en matchs universitaires de Zamal Nixon sont les suivantes :
| Saison    | Équipe  | Matchs | Titul. | Min./m | % Tir | % 3pts | % LF | Rbds/m. | Pass/m. | Int/m. | Ctr/m. | Pts/m. |
| --------- | ------- | ------ | ------ | ------ | ----- | ------ | ---- | ------- | ------- | ------ | ------ | ------ |
| 2007-2008 | Houston | 31     | 1      | 13,6   | 41,2  | 31,7   | 59,4 | 1,16    | 1,19    | 0,74   | 0,10   | 5,87   |
| 2008-2009 | Houston | 30     | 13     | 15,6   | 38,8  | 33,3   | 76,6 | 1,03    | 1,63    | 0,67   | 0,07   | 5,73   |
| 2009-2010 | Houston | 31     | 2      | 16,1   | 39,7  | 27,8   | 71,4 | 0,94    | 1,81    | 1,06   | 0,16   | 5,94   |
| 2010-2011 | Houston | 30     | 29     | 33,5   | 45,0  | 36,1   | 92,2 | 2,60    | 4,70    | 1,77   | 0,23   | 10,33  |
| Total     |         | 122    | 45     | 19,6   | 41,5  | 32,5   | 76,9 | 1,43    | 2,32    | 1,06   | 0,14   | 6,95   |

### Professionnelles
| Saison    | Équipe                   | Matchs | Titul. | Min./m | % Tir | % 3pts | % LF | Rbds/m. | Pass/m. | Int/m. | Ctr/m. | Pts/m. |
| --------- | ------------------------ | ------ | ------ | ------ | ----- | ------ | ---- | ------- | ------- | ------ | ------ | ------ |
| 2012-2013 | Hertener Loewen (Pro B)  | 17     |        |        |       |        |      | 3,0     | 5,9     | 1,9    |        | 24,9   |
| 2012-2013 | Nuremberg BC (Pro A)     | 25     | 21     | 29,5   | 46,5  | 35,3   | 82,5 | 2,56    | 3,44    | 1,12   | 0,12   | 16,80  |
| 2013-2014 | WBC Wels (en) (ÖBL)      | 34     | 31     | 32,3   | 45,7  | 37,0   | 78,8 | 3,24    | 4,65    | 1,88   | 0,15   | 14,24  |
| 2014-2015 | Phoenix Hagen (en) (BBL) | 32     | 23     | 25,8   | 40,4  | 34,6   | 78,2 | 1,69    | 3,34    | 1,38   | 0,09   | 10,16  |
| 2015-2016 | Lavrio (en) (A2)         | 21     |        | 26     | 45,5  | 27,5   | 79,2 | 2,14    | 3,48    | 1,52   | 0,05   | 9,57   |

## Palmarès
- Conference USA All-Defensive Team (2011)